# Marieholms landeri

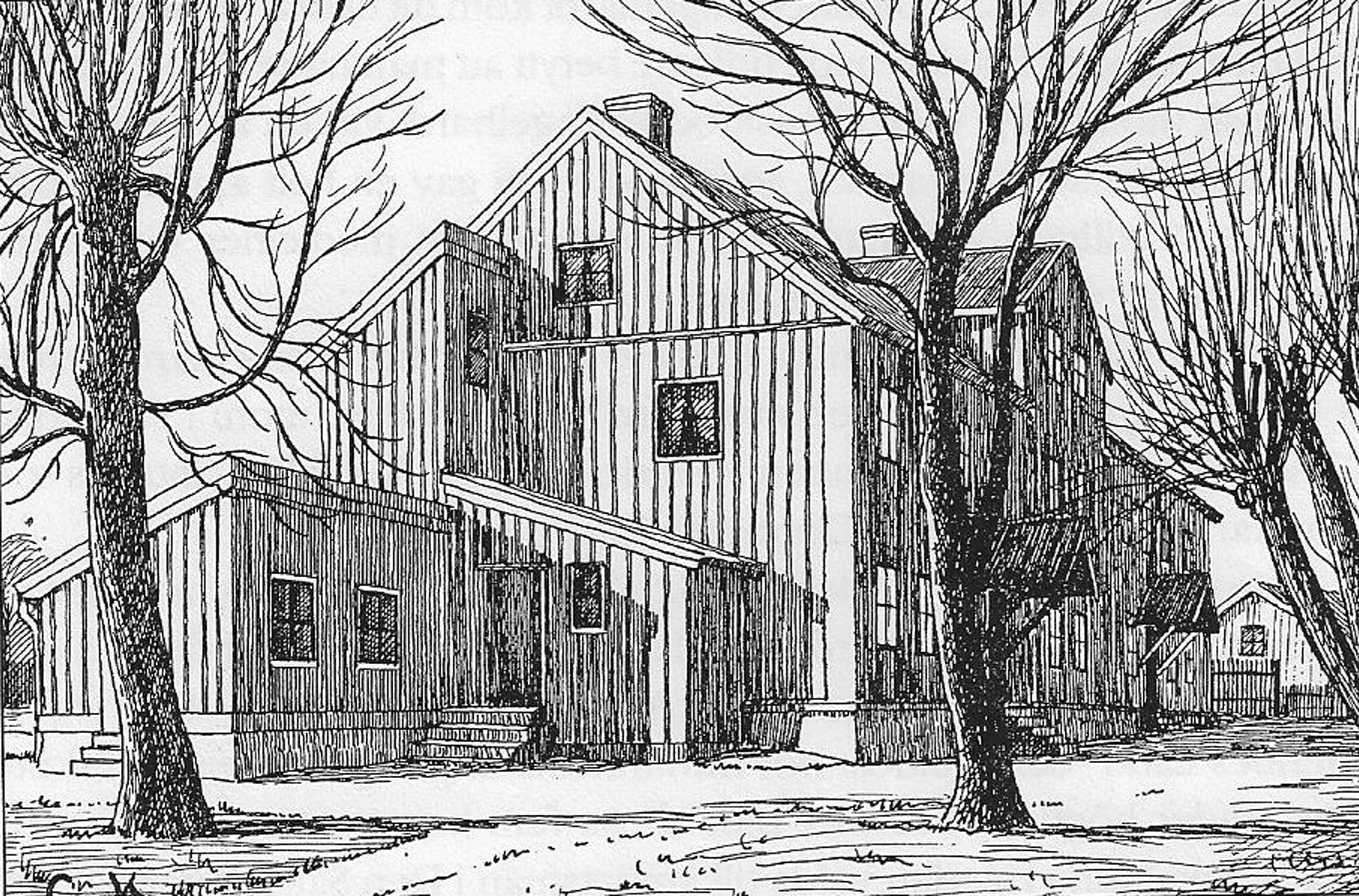
Marieholms landeri 1921.

Marieholm var ett landeri - N:o 10 i 12:e roten - i Gamlestaden i Göteborg, där landerimarken utanför Nya Lödöse 1611 delades mellan Marieholm och Mariedal. Manbyggnaden revs 1938. År 1860 anges landeriets areal till 74 tunnland, 15 kappland. Marieholms taxeringsvärde uppgick 1890 till 110 300 kronor och arealen till 8 718 500 kvadratfot. Huvudgården låg vid nuvarande Johan Gertssons gata 5-7, direkt nordväst om Gamlestadsbro vid Säveån. Marieholms landeri ingick i de så kallade "Gamlestadslanderierna", vilka därutöver utgjordes av Bagaregården, Ånäs, Härlanda, Kaggelyckorna, Kristinedal, Mariedal, Kviberg och Kvibergsnäs. Till landeriet hörde de holmar kring Säveholmen, som låg vid Säveåns utlopp i Göta älv. Här hade staden Götaholm, Nya Lödöse, grundats den 17 augusti 1473 då man fick sina privilegier.

## Historia
Landeriets äldsta kända arrendator var Gert Tommesson på 1600-talet (eller möjligen holländaren Tonnis Stoffelsson). Besittningsrätten tillföll hans änka och efter 1675 Johan Gertsson (död 1692), troligen sonen i familjen. Det arrenderade området utgjorde cirka 31 morgenland - cirka 50 tunnland - och utgjordes till stor del av tidvis översvämmad mark, av älven eller ån. Efterhand utökades området, troligen genom invallning av strandområden. Det som styrker den teorin är bland annat vad en av ägarna, von Holten, skrev i slutet av 1700-talet: "Nu begynte jag med all styrka odla den derwid belägna Stora Holmen på Holländskt sätt: genom fredsdikning, plöjning, återfyllning och dikning blev marken uppfriskad och jag skördade en wälsignad frukt för all möda, kostnad och besvär, ..."
Efter Johan Gertssons död 1692, avyttrar arvingarna besittningsrätten till handlanden Lars Bratt. Landeriet stannade i familjens ägo till 1727, då källarmästare Daniel Breides tar över. Breides arvingar avyttrade rättigheterna 1762 till commerse- och politieborgmästaren Lorentz Tanggren, med förbehållet att fru Adelheit Breide "i sin lifstid må nyttja then uppå gården wid Landswägen stående byggning". Året efter köpet överlät Tanggren landeriet på sin dotter Maria och hennes man, skeppskaptenen Jacob Habicht. Namnet Marieholm förekommer första gången år 1800 som Mariæholm, och har sannolikt fått sitt namn efter dennes hustru. En annan källa hävdar att det är efter Habichts dotter Maria. Besittningsrätten såldes av Habicht 1792 till rådman Johan Minten. År 1807 köptes landeriet av kamrer Johan Jacob von Holten, som i sina memoarer berättar:
"Både jag och min Hustru hade en oemotståndlig längtan efter landlefnaden. Jag speculerade härs och twärs, att ernå en för oss passande lönande Egendom, och beslöt att inropa ett närbeläget landerie efter en Enka, för hvilken jag och min gamla wän, en Sockermästare, woro förmyndare; men när auctions-dagen kom, hade han sjelf lust att köpa det; jag war honom mycket förbunden, wille ej stöta wänskapen och måste alltså afstå derifrån. När denne wännen blifvit ägare deraf med förbehåll, att Enkan, som merendels war rusig, skulle så länge hon lefde, bo gratis på Egendomen; så hände sig lyckligtwis, att grannen näst intill, en Rådman, som lefde med sin kära hälft i beständig Antipathi, ej kunde trifvas på landet och fördenskull war hågad att sälja sitt Landeri. Jag fick köpa det för billigt pris, ..."
von Holten mottog ofta inkvarteringar under krigsåren av trupper som passerade förbi. Bland andra var den populäre kronprinsen Karl August gäst här, då han besökte Göteborg. Han köpte sedermera Aspenäs säteri, dit han flyttade med sin familj samt arrenderade då bort Marieholm. von Holten avled år 1841 och efterträddes av sin son på Marieholm, hovrättsauskultanten Johan David von Holten. Marieholm löstes in av Göteborgs stad 1889 för 123 000 kronor. Beslutet togs av stadsfullmäktige den 5 september samma år. Skälet till förvärvet var främst att staden behövde marken som upplag för sina muddermassor från Göta älv. Dessförinnan hade flera områden avsöndrats från landeriet; 1806 etablerades Mariebäck, där Gamlestadens första skola byggdes, 1859 för folkskolornas behov, 1880 avsöndrades ett område som kom att bilda landeriet Waterloo samt den mark som exproprierades för Bergslagernas järnvägar. Området för landeriet började tidigt att bebyggas. En karta från 1696 visar en större byggnad och en handling från samma år säger; att samma gård är wähl bebygt, så med manhuus, som andre uthuus samt wähl försedd, så med steengierdes gårdar som Planckewerk omkring gården och de nye anlagde Trädgårdarne.
Manbyggnaden, som revs 1938, utgjordes av en cirka 28 meter lång tvåvånings byggnad, uppförd av timmer med yttre och inklädda knutar. Den hade under sin sista tid fungerat som polisstation. Yttertaket var ett enkelt sadeltak, täckt med rött, enkupigt tegel. Marieholm uppfördes sannolikt under 1700-talets senare hälft. Möjligen kan stadsarkitekten Carl Wilhelm Carlberg i Göteborg vara arkitekten. På den norra delen av Marieholms ägor låg Marielund, ett äldre cirka 15 meter långt bostadshus.
Då manbyggnaden revs, blottades byggnadsstommen så att alla förändringarna som byggnaden genomgått kunde följas. På både första och andra våningen fanns det nya skiljeväggar i flera av rummen, nyupptagna och igenbyggda dörrar, olika lager av innertak och väggbeklädnader. På gavlarna hade tillbyggnader gjorts, den östra av von Holten. En målning i form av en panoramabild återfanns och visar Marieholm som det såg ut under 1700-talet. I en av salarna i andra våningen fann man en högst ovanlig samling tapeter, som klistrats ovanpå varandra, som gick att spåra ända tillbaka till husets tillkomst och fram till rivningen. Så kallade "stofttapeter" i två olika praktfulla mönster, utgjorde de äldsta lagren. En av dessa är dekorerad med blad- och blommotiv i blått och brunt mot gul, röd och grön botten på linneduk; den andra är av brunt stoft mot röd och blå botten. Dessutom hittades tre lager av olika kinesiska tapeter, som var klistrade på varandra.
Göteborgs slakthus uppfördes på Marieholms marker 1903-05, efter ritningar av arkitekt Otto Dymling. Kostnaden uppgick till 3,4 miljoner kronor.
Marieholmsgatan i stadsdelen Gamlestaden namngavs 1918 efter landeriet och därefter stadsmotorvägen Marieholmsleden 1972. Även järnvägsbron Marieholmsbron som går över Säveån namngavs efter landeriet.